# Psychochirurgie
Unter Psychochirurgie versteht man operative Eingriffe am Gehirn zur Behandlung schwerer psychischer Störungen (z. B. Schizophrenie, schwere Zwangsstörung). Aber auch bei schweren Verläufen anderer ernster neurologischer Erkrankungen wie z. B. Parkinson-Krankheit, Tourette-Syndrom oder Epilepsie kamen die Menschenversuche in der Vergangenheit zum Einsatz.

## Irreversible Verfahren
Zu den nicht mehr rückgängig zu machenden Eingriffen zählen stereotaktische Operationen sowie Zingulotomie, anteriore Kapsulotomie, subkaudale Traktotomie und limbische Leukotomie.
Eines der ältesten und bekanntesten Verfahren ist die Lobotomie, ein radikaler doppelseitiger Schnitt im Frontalmark, der die Verbindungen zwischen Stirnhirn und Thalamus trennt. Erstmals durchgeführt wurde der Eingriff bzw. die Leukotomie zur Behebung psychischer Störungen von dem portugiesischen Arzt António Caetano de Abreu Freire Egas Moniz im Jahre 1935; 1949 erhielt der Begründer der „Psychochirurgie“ dafür den Nobelpreis. Der Eingriff sollte auf schizophrene, schwer depressive und aggressive Patienten beruhigende Wirkung haben, was heute allerdings umstritten ist. Gleichzeitig gingen oftmals schwere Nebenwirkungen mit dem Eingriff einher, wie der Verlust von Trauer- oder Freudeempfindungen und eine starke emotionale Verflachung.
Dass die Lobotomie trotzdem zum Einsatz kam, ist mit dem seinerzeitigen Erkenntnisstand über psychische Störungen, dem früher vorherrschenden Bild von psychisch Kranken in der Gesellschaft und dem Fehlen alternativer Behandlungsmethoden wie Neuroleptika zu erklären. So wurden in den 50er und 60er Jahren in den USA tausende Menschen einer Lobotomie unterzogen, selbst wenn diese nur verhaltensauffällig waren. Zudem wurden Operationen am Hirn bisweilen auch dazu missbraucht, abweichendes gesellschaftliches Verhalten durch Eingriffe ins Hirn zu unterbinden. Ein bekannter Fall ist z. B. jener Rosemary Kennedys. Die weitreichenden Nebenwirkungen sowie die genannten Fälle des Missbrauchs dieser Therapiemethode führten dazu, dass sie spätestens seit der Entwicklung der modernen Psychopharmaka kaum noch eine Rolle spielte und "psychochirurgische" Verfahren bis heute unter einem ambivalenten Ruf leiden.
Zu den irreversiblen Verfahren zählen auch psychochirurgische Operationen am Mandelkern, bei denen das Hirngewebe durch eine eingeführte Sonde mittels Kälte, Hitze oder chemischer Substanzen zerstört wird. Nach Amygdala-Operationen wurden vor allem gravierende Nebenwirkungen beklagt: Die operierten Patienten werden passiver, motorisch eingeschränkt, büßen die Kontrolle über ihre Reaktionen ein, Spontaneität und Kreativität würden eingeschränkt.

## Reversible Verfahren
Eine reversible, also wieder rückgängig zu machende und noch recht junge Operationsmethode ist die Tiefe Hirnstimulation, welche derzeit vor allem bei Patienten mit schweren organischen oder neuropsychiatrischen Erkrankungen wie Parkinson-Krankheit, Tourette, Zwangsstörung, Epilepsie u. a. vereinzelt zum Einsatz kommt.  Dieses Verfahren wird auch „Hirnschrittmacher“ genannt, da es sich bei der tiefen Hirnstimulation um das Einsetzen zweier Elektroden in das Gehirn handelt, über die sodann von in der Brust des Patienten implantierten Impulsgebern (Schrittmacher) Strom in die betroffenen Hirnareale geleitet wird.
Inzwischen sind auch für dieses Verfahren mögliche psychische Nebenwirkungen berichtet worden, wobei das Spektrum vor allem leichtere kognitive Verschlechterungen, Depression und (Hypo-)Manie umfassen soll. Aber auch Persönlichkeitsveränderungen sind dokumentiert worden.

## Historische Literatur
- Walter Freeman, J. W. Watts: Psychosurgery. Thomas, Springfield, Ill., 1942.
- Wolfgang Seeger, Carl Ludwig Geletneky: Chirurgie des Nervensystems. In: Franz Xaver Sailer, Friedrich Wilhelm Gierhake (Hrsg.): Chirurgie historisch gesehen. Anfang – Entwicklung – Differenzierung. Dustri-Verlag, Deisenhofen bei München 1973, ISBN 3-87185-021-7, S. 229–262, hier: S. 251 (Psychochirurgie).